# Eucheilota bitentaculata
Eucheilota bitentaculata is een hydroïdpoliep uit de familie Lovenellidae. De poliep komt uit het geslacht Eucheilota. Eucheilota bitentaculata werd in 2010 voor het eerst wetenschappelijk beschreven door Huang, Li, et Zhong. 